# Andreas Schmidt (Geistlicher)
Andreas Schmidt (* 15. März 1907 in Stuttgart als Karl Schmidt; † 19. Oktober 1966 bei Belfort, Elsass) war ein deutscher, katholischer Priester und Abt der Trappistenabtei Mariawald.

## Leben
Karl Schmidt trat am 12. November 1939 in die Abtei Mariawald ein. Am 25. Juli 1940 wurde er Novize und erhielt den Ordensnamen Andreas. Am 26. Juli 1942 legte er die einfache Profess ab, am 5. September 1948 die ewige Profess. Aufgrund der Wirren des Zweiten Weltkrieges wurde er erst am 25. Juli 1950 zum Priester geweiht.
Am 12. Oktober 1961 wurde Schmidt zum Nachfolger des zurückgetretenen Abtes Christophorus Elsen gewählt, am Tag darauf aus Rom als Abt bestätigt und am 14. Oktober 1961 erfolgte seine Installation als Abt von Mariawald. Sein Wahlspruch war Pax Christi in Cruce Christi „Der Friede Christi im Kreuz Christi“.
Auf der Fahrt von der Abtei Oelenberg zum Generalkapitel des Ordens im Mutterkloster Cîteaux verunglückte Abt Andreas Schmidt am 19. Oktober 1966 bei Belfort ebenso wie der mitfahrende Abt Benno Stumpf (Engelszell) tödlich. Der dritte Mitreisende, Abt François Rubrecht (Oelenberg) überlebte den Unfall als einziger schwerverletzt.

## Schriften
- Die Trappisten von Mariawald (Eifel). Mit Abb. und Tafeln. Aachen: Brimberg, 1949. (DNB 890487235)